# SCOR
SCOR — группа французских компаний, занимающаяся оказанием финансовых услуг. Компания занимает четвёртое место в мире среди крупнейших перестраховочных компаний. Штаб-квартира группы компаний находится в Париже, в деловом центре Дефанс. Обслуживает около 4400 клиентов через сеть из 36 офисов по всему миру.

## История
Компания была основана в 1970 году правительством Франции для снижения зависимости страхового рынка страны от лондонских и нью-йоркских перестраховщиков. В 1972 году в Гонконге было открыто первое зарубежное отделение компании, за ним последовали отделения в других странах, некоторые из них (в США, Канаде, Сингапуре) регистрировались как дочерние компании, и часть их акций размещались на местных фондовых биржах, что позволило увеличить капитализацию SCOR.
Во второй половине 1980-х годов было поглощено зарубежных страховщиков, что вывело SCOR в десятку крупнейших в мире, в частности в 1988 году была куплена итальянская компания La Vittoria Riassicurazioni, а в 1989 году — немецкая Deutsche Continental Rückversicherungs. Также в 1989 году компания была объединена с UAP Ré, перестраховочным филиалом страховой компании Union des Assurances de Paris, которая получила в SCOR 40-процентную долю. В 1990 году акции SCOR были размещены на Парижской фондовой бирже, основными её акционерами стали Swiss Re и несколько французских страховых компаний. В 1996 году акции компании также начали котироваться на Нью-Йоркской фондовой бирже, в этом же году были куплены перестраховочные операции компании Allstate.
В 2007 году были куплены перестраховочные компании Converium и ReMark, акции компании были сняты с листинга Нью-Йоркской фондовой биржи. В 2009 году операции в США были расширены покупкой XL Re Life America, а в 2011 году — покупкой Transamerica Re. В 2013 году была куплена компания MRM, занимающаяся операциями с недвижимостью. Также в 2013 году SCOR приобрела Generali U.S., став лидером на рынке перестрахования жизни в США.

## Деятельность
Страховые премии за 2020 год составили 16,37 млрд евро, из них 9,21 млрд пришлось на перестрахование страховщиков жизни; инвестиционный доход составил 665 млн евро. На страховые выплаты пришлось 12,49 млрд евро расходов.
Основными подразделениями группы являются:
- Scor Global P & C, основным видом деятельности которой является перестрахование в сферах страхования имущества и страхования от несчастных случаев;
- SCOR Global Life, которая занимается перестрахованием в сферах страхования жизни и медицинского страхования;
- Scor Global Investments, которая занимается управлением активами компании и клиентов.

Регионы деятельности:
- Европа, Ближний Восток и Африка — 1912 сотрудников, 33 % страховых премий, основными рынками являются Франция, Германия, Испания и Италия.
- Америка — 774 сотрудника, 49 % страховых премий
- Азиатско-Тихоокеанский регион — 437 сотрудников, 18 % страховых премий.

В списке крупнейших публичных компаний мира Forbes Global 2000 за 2021 год компания заняла 1106-е место (577-е по размеру выручки, 658-е по активам).

## SCOR в России
Компания SCOR присутствует на российском рынке с 1998 года. В 2009 году была зарегистрирована российская перестраховочная компания ООО «СКОР перестрахование». Уставный капитал — 800 млн руб. Лицензия П 4174 77 от 29 июня 2009 года. Генеральный директор — Дмитрий Юрьевич Благутин.

## Дочерние компании
Основные дочерние компании на конец 2020 года:
- SCOR Global Life Reinsurance (Ирландия)
- SCOR Life (Ирландия)
- SCOR Switzerland Asset Services AG (Швейцария)
- SCOR Services Switzerland AG (Швейцария)
- SCOR Switzerland AG (Швейцария)
- SCOR Underwriting Ltd. (Великобритания)
- SCOR UK Company Ltd. (Великобритания)
- SCOR Holding (UK) Ltd. (Великобритания)
- General Security Indemnity Company of Arizona (США)
- SCOR Global Life Americas Reinsurance Co. (США)
- SCOR Global Life USA Holdings Inc. (США)
- SCOR Global Life Americas Holding Inc. (США)
- SCOR Reinsurance Company (США)
- SCOR U.S. Corporation (США)
- SCOR Global Life USA Reinsurance Company (США)
- SCOR Global Life Reinsurance Company of Delaware (США)
- SCOR Life Assurance Company (США)
- SCOR Life Reassurance Company (США)
- SCOR Fin Life Insurance Company (США)
- SCOR Canada Reinsurance Company (Канада)
- SCOR Reinsurance Company (Asia) Ltd. (Гонконг)
- SCOR Reinsurance Asia Pacific Pte Ltd. (Сингапур)
- SCOR SERVICES ASIA-PACIFIC PTE LTD (Сингапур)
- SCOR Africa Ltd. (ЮАР)
- SCOR Brazil Reasseguros SA (Бразилия)
- SCOR Brazil Participações Ltda (Бразилия)
- ESSOR Seguros S.A. (Бразилия)
- SCOR Perestrakhovaniye (Россия)
- SCOR Global Life Australia Pty Ltd. (Австралия)
- MRM SA (Франция, 59,9 %)
- SCOR Investment Partners SE (Франция)
- SCOR Capital Partner SAS (Франция)
- SCOR Auber (Франция)
- Château Mondot SAS (Франция)
- SCOR Management Services (Ирландия)